# Вальтер Мерс
Вальтер Мерс (Морз, Моерс; нім. Walter Moers; 24 травня 1957, Менхенгладбах) — німецький письменник, автор коміксів і художник-ілюстратор.

## Життя
Після школи Вальтер Мерс підробляв випадковими роботами, потім працював практикантом у сфері торгівлі. В той час він сам вчився малювати.
Вальтер Мерс не любить давати інтерв'ю і дуже рідко дозволяє себе фотографувати, що останнім часом виправдано: після публікації книги Мерса «Адольф, Нацистська Свиня», яка висміювала Адольфа Гітлера, праворадикали посилають Мерсу листи з погрозами.

## Творчість

### Історії для дітей
Перша історія про Капітана Блаубера (нім. Käpt’n Blaubär, дослівно «Капітан Синій Ведмідь») вийшла в 1988 році і знайшла своє продовження в мультфільмах, книгах для дітей та аудіоспектаклях. Інший персонаж Мерса, відомий дітям з книг та мультфільмів — це всезнаючий геній Шимаускі (нім. Schimauski), який знаходить відповіді на всі можливі і неможливі питання. Шимаускі, на цей раз під ім'ям Професора Доктора Абдула Нахтігаллера («Соловйова»), і капітан Блаубер фігурують і в книгах про вигадану країну Цамонію (нім. Zamonien), які вже розраховані на дорослих.

### Комікси
Мерс публікує свої роботи з 1984 року. Першу популярність йому принесли комікси, що відрізняються іронією і свідомим порушенням політкоректності. З останніх коміксів Мерса можна назвати серію коміксів про Дедмена, супергероя-мерця, опубліковану в журналі «Титанік» у 2001—2002 роках.
Найбільш відомі з його героїв:
- Маленький Негідник (букв. маленька дупа) — не по роках розумний і зухвалий хлопчисько, який дорослих ні в що не ставить.
- Старий Мішок — невиліковно хворий пенсіонер в кріслі-колясці, який саркастично коментує навколишню дійсність.
- Адольф, Нацистська Свиня — сатирична робота, переносить Адольфа Гітлера в сучасний світ, де він постає досить жалюгідною постаттю.
- Фьоніг (нім. Fönig, від König — король) — герой однойменної казки для дорослих про війну і мир, мінет і кунілінгус.

### Цамонійські романи
Романи, дія яких розгортається у вигаданому світі Цамонія. На сьогоднішній день у циклі цамонійських романів 5 книг.

#### «13½ життів капітана на ім'я Синій Ведмідь»
У 1999 році вийшов у світ перший роман із серії, місцем дії якої став вигаданий світ Цамонія: «13 з половиною життів капітана Синій Ведмідь». Але цей Синій Ведмідь має мало спільного з героєм дитячої передачі, дідусем-ведмедем, який розповідає небилиці онукам. У романі Синій Ведмідь молодий і звертається до читача-дорослого з тонким почуттям гумору. Особливе місце в романі займає казковий світ Цамонія, батьківщина незліченних чудовиськ і геніальних вчених. У книзі надрукована детальна карта Цамонії, за якою читач може простежити подорожі головного героя. Цей складний світ, сповнений іронії й сатиричних перехресних посилань, став основою подальших цамонійських романів. Книга рясніє ілюстраціями, всі вони, як майже у всіх книгах Вальтера Мерса, — малюнки автора.

#### «Ензель і Крета»
У другому цамонійському романі автором виступає дракон Гільдегунст фон Мютенметц, а сам Вальтер Мерс ніби відіграє роль перекладача з цамонійської на німецьку. Як читач здогадується з назви, книга — пародія на відому німецьку казку «Гензель і Гретель» про двох дітей, які заблукали в лісі. Капітан Синій Ведмідь з'являється лише епізодично, а сама казка, заявлена в назві, починаючись цілком впізнавано, незабаром вже ні на що не схожа.

#### «Румо і чудеса у темряві»
У третій книзі цієї серії, «Румо і чудеса у темряві» (нім. Rumo & Die Wunder im Dunkeln), є досить жорстокі епізоди. Наприклад, персонажі-циклопи харчуються різноманітними істотами, що населяють Цамонію, причому що вертлявіша жертва, то краще. Циклопи пожирають жертву живцем. Так і фехтувальні дуелі, битви і знаряддя катування описуються доволі кровожерливо.

#### «Місто мрійливих книг»
У 2004 році вийшла четверта за рахунком книга, «Місто мрійливих книг», з Гільдегунстом (фон) Мютенметцем (Міфорізом) в ролі автора. В кінці книги Вальтер Мерс просить у читачів поради про те, яку книгу йому «перекласти» наступною: продовження пригод Мютенметца (Міфоріза) в катакомбах Буххайма (Книгорода) чи нову історію про його пригоди в місті-цвинтарі Дуллсгарді. За цю книгу Вальтер Мерс отримав нагороду міста Вецлар за кращий фантастичний твір.

#### «Майстер жах»
Назва роману по-німецьки — «Der Schrecksenmeister» — гра слів (переставлені літери в Schreckensmeister). П'ятий том Цамонійських романів вийшов у серпні 2007 року. Це нібито теж книга Мютенметца, перекладена Мерсом з цамонійського.

### «Лабіринт мрійливих книг»
5 жовтня 2011 вийшла шоста книга цамонійських романів — «Лабіринт мрійливих книг». Це продовження книги «Місто мрійливих книг». Сюжет роману розгортається в Книгомісті, куди через 200 років повертається головний герой книги «Місто мрійливих книг» Хільдегунст (фон) Мютенметц (Міфоріз). Судячи з усього, це всього лиш перша частина книги, так оскільки сюжет залишається незавершеним. Про вихід другої книги автор наразі нічого не повідомляв.

#### Стиль цамонійських романів
Особливу привабливість цамонійських романів створюють гра слів, натяки, інтертекстуальні посилання і анаграми. Уважному читачеві відкриється безліч анаграм імен видатних поетів і письменників (наприклад, анаграма імені Гете: Johann Wolfgang von Goethe → Ojhann Golgo van Fontheweg). Більшість віршів у книзі «Місто мрійливих книг» — це змінені вірші великих авторів, відомі освіченим німецьким читачам.
Використовується і безліч візуальних прийомів. Багато імен і назв цікаві тим, як вони написані. Часто застосовуються друкарські засоби, такі як різні кеглі і розміри шрифтів.

### Книги для дітей
- Метод Шимаускі (нім. Die Schimauski-Methode), 1987
- Капітан Блаубер (нім. Käpt’n Blaubär), 1999

### Сатиричні комікси
- Клерикали (нім. Die Klerikalen), 1985
- Ага! (нім. Aha!), 1985
- Гей! (нім. Hey!), 1986, ISBN 3-8218-1827-1
- Світ свиней (нім. Schweinewelt), 1987
- Сердечні вітання (нім. Herzlichen Glückwunsch), 1988, ISBN 3-8218-1831-X
- Від усього серця (нім. Von ganzem Herzen), 1989
- Ух! (нім. Huhu!), 1989
- Маленький Негідник (нім. Kleines Arschloch), 1990, ISBN 3-8218-3000-X
- Маленький Негідник повертається (нім. Das kleine Arschloch kehrt zurück), 1991, ISBN 3-8218-2999-0
- Прекрасні історії (нім. Schöne Geschichten), 1991
- Живіть краще з маленьким Негідником (нім. Schöner leben mit dem kleinen Arschloch), 1992
- Ми потрапили, Марія! (нім. Es ist ein Arschloch, Maria!), 1992
- Старий мішок, маленький Негідник та інші вищі прояви капіталізму (нім. Der alte Sack, ein kleines Arschloch und andere Höhepunkte des Kapitalismus), 1993, ISBN 3-8218-2987-7
- Негідник у маслі (нім. Arschloch in Öl), 1993
- Ну ти й сволота, синку (нім. Du bist ein Arschloch, mein Sohn), 1995
- Секс і насильство (нім. Sex und Gewalt), 1995
- Коли пінгвін грюкне двічі (нім. Wenn der Pinguin zweimal klopft), 1997
- Адольф (нім. Adolf), 1998
- Вологі мрії (нім. Feuchte Träume), 1999
- Адольф, частина 2 (нім. Adolf, Teil 2), 1999
- Гомо-комікси (нім. Schwulxx-Comix) (з Ральфом Кенігом), 2000
- Безсоромність! (нім. Schamlos!) (з додатковими матеріалами), 2001
- Адольф, псих (нім. Adolf, Der Bonker) (з кліпом на DVD, вкл. англійську та французьку версії пісні «нім. Ich hock in meinem Bonker», співає Томас Пигор), 2006, ISBN 3-492-04646-0

### Ілюстровані вірші
- Звір (нім. Das Tier), ілюстрована історія, 1987

### Ілюстрована проза
- Неймовірна подорож в ночі (нім. Wilde Reise durch die Nacht), роман, 2001, ISBN 3-8218-0890-X, у форматі кишенькової книжки ISBN 3-442-45291-0, аудіокнига ISBN 3-8218-5171-6
- Феніґ (нім. Der Fönig), ілюстрована історія, 2002, ISBN 3-8218-2947-8, у форматі кишенькової книжки ISBN 3-453-87398-X, аудіокнига ISBN 3-8218-5222-4
- 13 з половиною життів капітана Синій Ведмідь (нім. Die 13½ Leben des Käpt’n Blaubär), роман, 1999, ISBN 3-8218-2969-9, у форматі кишенькової книжки ISBN 3-442-41656-6, аудіокнига ISBN 3-8218-5159-7
- Ензель і Крета (нім. Ensel und Krete), роман, 2000, ISBN 3-8218-0890-X, у форматі кишенькової книжки ISBN 3-442-45017-9, аудіокнига ISBN 3-8218-5164-3
- Румо і чудеса в темряві (нім. Rumo & Die Wunder im Dunkeln), роман, 2003, ISBN 3-492-04548-0, у форматі кишенькової книжки ISBN 3-492-24177-8, аудіокнига ISBN 3-89903-172-5
- Місто мрійливих книг (нім. Die Stadt der Träumenden Bücher), роман, 2004, ISBN 3-492-04549-9, у форматі кишенькової книжки ISBN 3-492-24688-5, аудіокнига ISBN 3-89903-225-X
- Майстер жах (нім. Der Schrecksenmeister), роман, 2007, ISBN 3-492-04937-0
- Лабіринт мрійливих книг (нім. Das Labyrinth der Träumenden Bücher), роман, 2011, ISBN ISBN 978-3-8135-0393-7, аудіокнига (нім.)(CD) ISBN 978-3-86717-771-9, Аудіокнига (нім.) (mp3-CD) ISBN 978-3-86717-803-7

### Сингл
- 2006: нім. Adolf — Ich hock' in meinem Bonker. Виконує Томас Пігор (Thomas Pigor) — зайняв 54 місце

### Сценарії
- Маленький засранець (нім. Kleines Arschloch) (фільм), сценарій і тексти пісень, 1997, ISBN 3-8218-2960-5
- Капітан Блаубер (нім. Käpt’n Blaubär) (фільм), сценарій, 1999, ISBN 3-8218-2957-5
- Маленький Засранець і Старий Мішок — Помирати хреново, сценарій, 2006

## Цікаві факти
Німецька рок-група Blind Guardian написала пісню «This Will Never End» за мотивами книги «Божевільна подорож в ночі».